# Napad na Charlottetown
Napad na Charlottetown 17. in 18. novembra 1775, na začetku ameriške revolucionarne vojne, je vključeval dva ameriška zasebnika iz 14. kontinentalnega polka (polka Marblehead), ki sta napadla in oplenila Charlottetown, Otok princa Edvarda, takrat znan kot Otok sv. Janeza. Napad je spodbudil guvernerja Nove Škotske Francisa Leggea, da je razglasil vojno stanje.Kljub uspehu napada je George Washington takoj osvobodil visoke kolonialne uradnike, ki so jih zasebniki pripeljali kot ujetnike v Cambridge, Massachusetts.